# Let 'Em Know
Let 'Em Know er et album fra det amerikanske nu metal-band Papa Roach, som blev udgivet i 1999. Hvert spor var efterfølgende inkluderede på deres album Infest som blev udgivet året efter Let 'Em Know. 

## Spor
1. "Walking Thru Barbed Wire"
2. "Legacy"
3. "Binge"
4. "Snakes"
5. "Tightrope (The Thin Line)"